# Formation de Bakken
Pour les articles homonymes, voir Bakken (homonymie).

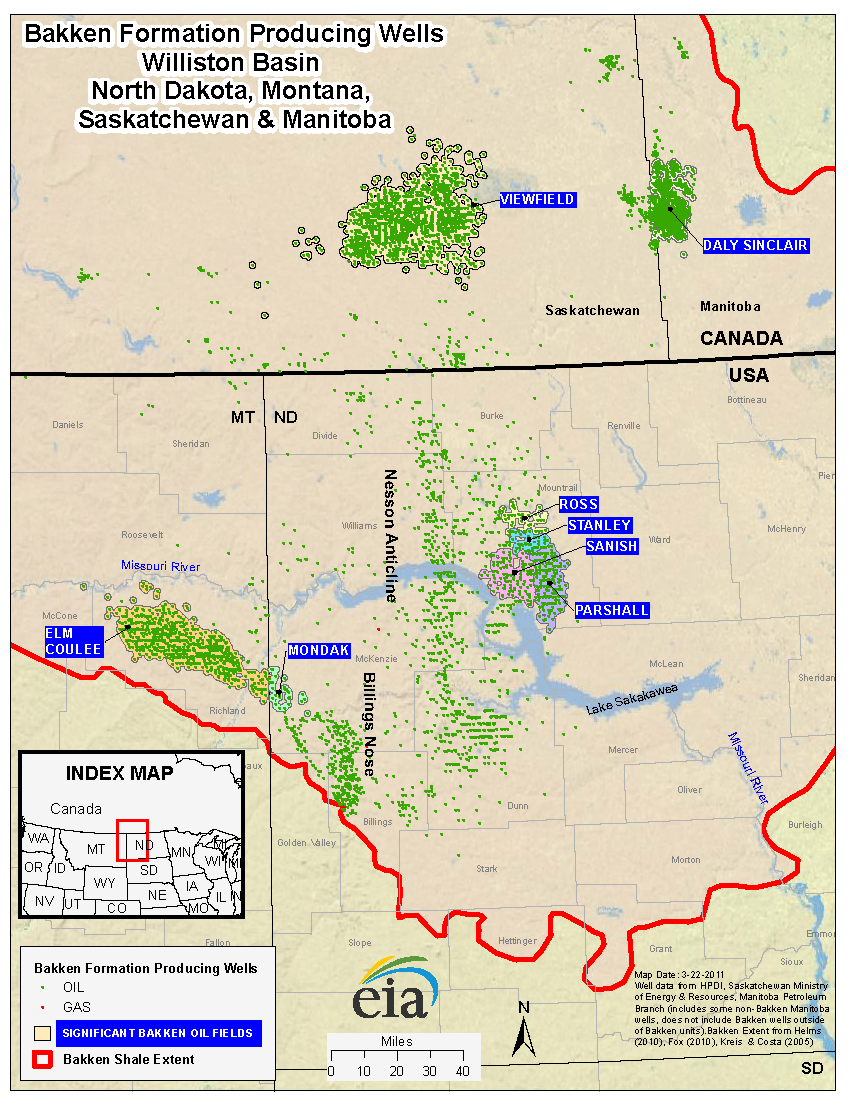
Sites d'exploitation d'hydrocarbures de la formation de Bakken au 22 mars 2011. Les rectangles bleus nomment les sites présentant des quantités appréciables d'hydrocarbures. La ligne rouge indique la limite de la formation. Les points verts sont des puits de pétrole en exploitation.

La formation de Bakken (parfois nommée « Bakken shale ») est une formation géologique riche en hydrocarbures non conventionnels (pétrole et gaz en partie d'origine biogénique), entièrement située sous le niveau du sol (elle ne présente aucun affleurement). La partie du bassin située dans le Dakota du Nord serait le champ pétrolier le plus important restant libre pour l'exploitation aux États-Unis.
Elle est ainsi nommée en l'honneur d'Henry Bakken, un agriculteur du Dakota du Nord et propriétaire du terrain où a été découverte la formation, pendant un forage exploratoire pour le pétrole.

## Géologie
Cette formation géologique est constituée par une succession de trois faciès géologiques successifs : argiles, dolomies et argiles. Les argiles se sont déposés dans un milieu dépourvu d'oxygène (milieu anoxique) favorable à la préservation de la matière organique. La Formation de Bakken s'est déposée depuis le Dévonien supérieur jusqu'au Mississippien inférieur, c'est-à-dire durant un intervalle de temps entre environ −380 à −340 Ma (millions d'années) à cheval sur les périodes du Dévonien et du Carbonifère.
Elle a été décrite pour la première fois par le géologue J. W. Nordquist en 1953. 

## Géographie
Elle recouvre environ 520 000 km2 du bassin de Williston (en), qui se trouve sous le Montana, le Dakota du Nord, la Saskatchewan et le Manitoba en Amérique du Nord.

## Hydrocarbures
C'est une roche-mère riche en hydrocarbures non-conventionnels (hydrocarbures de roche-mère dans ce cas) qui a commencé à produire des quantités importantes d'un pétrole assez léger. 

### Pétrole
Du pétrole y a été découvert en 1951, mais les techniques et efforts de l'époque n'ont pas permis de l'extraire à un coût compétitif. Récemment, les techniques de stimulation et de fracturation de la roche ont rendu possible une production rentable pour et par l'industrie pétrolière.
Les réserves sont jugées significatives ; un rapport de l'USGS d'avril 2008 a estimé que la quantité de pétrole pouvant en être extraite avec les technologies courantes (fin 2007) était de 3,0 à  4,3 Gbbl (milliards de barils, soit environ 680 000 000 m3), avec une moyenne de 3,65 Gbbl. Le même mois, un autre rapport, du gouvernement du Dakota du Nord, estimait les réserves exploitables à 2,1 Gbbl (330 000 000 m3). 
D'autres estimations vont jusqu'à 24 Gbbl avec les technologies courantes.
L'usage de la fracturation hydraulique (à partir de 2008) a provoqué un boom d'exploitation de la formation de Bakken. 
À la fin de 2010, le volume de pétrole extrait a atteint 458 000 bbl par jour  (72 800 m3/j), quantité qui excède largement les capacités de transport des oléoducs localement disponibles,, le pétrole étant alors transporté par train et camion. 
En 2013, la production est de 780 000 bbl par jour et pourrait atteindre 1 600 000 bbl en 2020.
Alors que 31 nouveaux puits ont été mis en place en 2005, ils ont été 74 en 2006, puis 163 en 2007, 433 en 2008, 468 en 2009, 728 en 2010 et 900 en 2011. 	
L'ensemble du bassin n'est pas propice à l'exploitation. Dans le bassin de Bakken, 75 % de la zone thermiquement mûre (qui produit les hydrocarbures les plus recherchés) est basée dans le Dakota du Nord, de même que 97 % des zones « marginalement mûres ».

### Gaz naturel
Des quantités importantes de gaz naturel non conventionnel sont désorbées des schistes concomitamment au pétrole. 
Mais en raison d'une forte demande en pétrole et d'une chute des prix du gaz aux États-Unis depuis l'exploitation intensive des gaz de schiste et gaz de couche les industriels n'ont pas construit à temps des gazoducs supplémentaires. Ce gaz (énergie fossile) est donc brûlé en torchère, contribuant aux émissions de gaz à effet de serre et à un gaspillage énergétique (Une étude a chiffré à 100 millions de dollars la valeur du gaz brûlé chaque mois dans cette seule région). En 2013, des pipelines sont en cours de construction pour limiter ces pertes.

## Acheminement vers les marchés
Ce bassin est enclavé au centre du continent. L'accès le plus facile et rapide aux marchés est le train, solution jugée la plus flexible et n'exigeant pas d'investissements coûteux ni des délais pouvant atteindre des années comme dans le cas de la construction d'un pipeline.
Le chemin de fer a donc été massivement adopté par les pétroliers depuis 2005 environ, à tel point qu'en 2013, BNSF, numéro 2 du transport ferroviaire aux États-Unis, transportait quotidiennement 650 000 barils de brut, dont une grande partie provient de cette formation. 
Ce pétrole pourrait aussi être acheminé aux raffineries de Montréal, Québec et Saint-Jean par l'oléoduc Énergie Est. Enfin, le tracé de l'oléoduc en projet Keystone XL passe par la ville de Montana, d'où le pétrole pourrait être acheminé jusqu'au golfe du Mexique.
Certains analystes du marché pétrolier (par ex. Steven Kopits, directeur du New York office of energy business advisors Douglas-Westwood, à partir de 2008) estiment que la hausse de production de ce bassin pourrait assez rapidement se réduire.

## Aspects sécuritaires et environnementaux
Le transport par trains et camions est plus énergivore, polluant et dangereux que par oléoducs, mais les oléoducs nord-américains n'ayant pu absorber la rapide augmentation de production, une partie importante de ce pétrole est depuis 2008 acheminée vers les raffineries de l'est par wagon-citerne DOT-111. En 2013-2014, deux convois ferroviaires de wagons de pétrole ont déraillé en 6 mois aux États-Unis (en Alabama en nov 2013 et dans le Dakota du Nord début 2014) et un au Canada, causant de graves incendies et en juillet 2013 dans la  ville de Lac-Mégantic (Québec) a tué 47 personnes et imposé l'évacuation de 2 000 résidents.  En septembre 2013, les autorités américaines avaient alerté sur la qualité particulière du pétrole qui a brûlé/explosé à Lac-Mégantic ; il  aurait dû être signalé comme produit dangereux et non pas seulement inflammable.
À la suite de l'accident ferroviaire de Lac-Mégantic, où le train transportait du pétrole de cette formation, les autorités ont entrepris de revoir la réglementation entourant ce mode de transport. 
Les autorités s'inquiètent de la sécurité du transport par rail de pétrole en provenance du nord des États-Unis, notamment de la formation de Bakken. Selon le département des transports américain (communiqué 2014-01-02), la composition du pétrole extrait des gisements de schiste du bassin de Bakken (nord des États-Unis,) le rend probablement « plus inflammable que le pétrole brut traditionnel » ; Il semble notamment que ce pétrole léger extrait en même temps que du gaz ou des condensats de gaz naturel ait un point d'éclair très bas, qui le classerait parmi les produits dangereux à transporter.
Des inspections préliminaires ont été faites après les récents déraillements dans le Dakota du Nord, en Alabama », et au Québec, impliquant du pétrole brut du gisement de Bakken. À la suite de ces enquêtes, l'« agence de sécurité des oléoducs et des matériaux dangereux » (PHMSA) « requiert de tester correctement, signaler et classifier, et, quand c'est nécessaire, de dé-gazéifier suffisamment les matériaux dangereux avant leur transport ».
Il a aussi été observé à la suite de l'accident de Lac-Mégantic, que ce pétrole se dissocie dans l'eau, et que des particules lourdes se déposent sur les sédiments (dont en rivière), rendant le nettoyage extrêmement difficile.
Comme dans le bassin de Marcellus, les schistes noirs du dévonien sont connus pour avoir accumulé des quantités significatives de radionucléides (uranium et surtout radium, source de radon), d'autant plus qu'ils sont noirs et à haute teneur en COT (carbone organique total), et en particulier de ceux du bassin de Marcellus.